# Тармалама

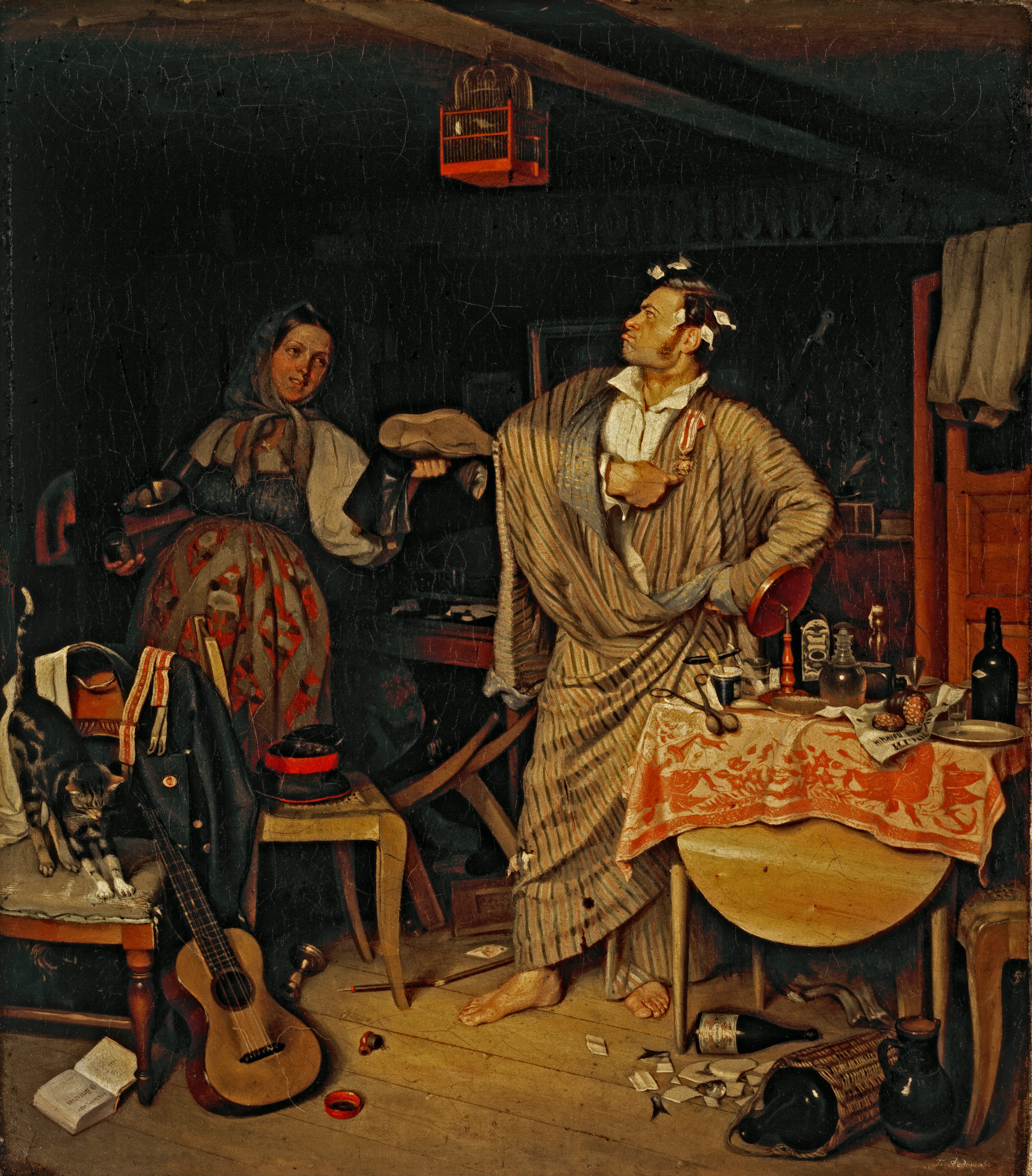
П. А. Федотов. Свежий кавалер. 1846

Тармалама́ (термалама́, термолама́) — плотная и толстая шёлковая ткань из нити, скрученной в несколько прядей. Характерный золотистый цвет узорчатой неоднотонной ткани обеспечивал шёлк-сырец.
Предположительно тармалама своим названием обязана Востоку, поскольку в Россию тармаламу экспортировали Иран и Турция. По одной из гипотез, слово «тармалама» происходит от персидской «тармы», шали из кашемира, узоры которой и воспроизводила тармалама. В Новом полном словаре иностранных слов 1912 года Е. Е. Ефремова тармалама определяется как «плотная пёстрая шёлковая ткань с крупными узорами». Из тармаламы, одной из самых дорогих привозных тканей в мужском гардеробе XIX века, шили халаты-шлафроки. В романе «Три страны света» Н. А. Некрасова халат из тармаламы — хорошая вещь. Дорогую тармаламу выпускали из чистого шёлка, полушёлковую, более дешёвую и более доступную, ткали с бумажным или шерстяным утком. В «Деревенских картинках» А. И. Левитова блистал «тысячью цветистых разводов» термаламовый халат окружного начальника, а в романе «Накануне» И. С. Тургенева в халате из тармаламы, подпоясанный фуляром появляется старый прокурор. У Н. С. Лескова в повести «Смех и горе» упоминается «пёстрой термаламы халат» дяди. В «Мёртвых душах» Н. В. Гоголя Чичиков торговался с купцом-контрабандистом, развалившись на диване в персидском новом халате из золотистой термоламы. У И. А. Гончарова Обломов носил настоящий восточный «весьма поместительный» халат из персидской материи с широкими рукавами «по неизменной азиатской моде», «без малейшего намёка на Европу, без кистей, без бархата, без талии». У М. Ю. Лермонтова в «Герое нашего времени» куском термаламы обили гроб для Бэлы.